# 핸드셰이킹
핸드셰이킹(handshaking), 주고받기는 정보기술과 전기통신 및 관련 분야에서 채널에 대한 정상적인 통신이 시작되기 전에 두 개의 실체 간에 확립된 통신 채널의 변수를 동적으로 설정하는 자동화된 협상 과정이다. 채널의 물리적인 확립이 잇따르며, 정상적인 정보 전송 이전에 이루어진다.

## 예

### TCP 3방향 핸드셰이크

3방향 핸드셰이킹의 예.

정상적인 TCP 연결을 수립하려면 3가지 단계가 필요하다:
1. 최초의 호스트(Alice)가 두 번째 호스트(Bob)에 SYN(동기화) 메시지를 보낸다. 이 메시지에는 자체 시퀀스 번호 x가 있으며, 이것을 Bob이 받는다.
2. Bob은 SYN-ACK 메시지와 함께 응답한다. 이 메시지는 자체 시퀀스 번호 y와 응답 번호 x+1을 포함하며, Alice가 이를 받는다.
3. Alice는 응답 메시지와 함께 응답한다. 이 메시지는 응답 번호 y+1이 포함되며 Bob이 이것을 받지만 이에 응답할 필요는 없다.

### SMTP
SMTP(간이 우편 전송 프로토콜)는 이메일 전송을 위한 주요 인터넷 표준이다. 인증, 암호화, 최대 메시지 크기를 협상하기 위한 핸드셰이킹을 포함하고 있다.

### TLS 핸드셰이크
전송 계층 보안(SSL 또는 TLS) 연결이 시작되면 레코드는 핸드셰이크 메시징 프로토콜(콘텐츠 타입 22)인 "control" 프로토콜을 감싼다. 이 프로토콜을 사용하여 TLS에 의한 실제 애플리케이션 데이터 교환을 위해 양측에 필요한 모든 정보를 교환한다.
이 프로토콜은 세션의 보안 특성을 협상하기 위해 사용된다.(RFC 5246, p. 37)

### WPA2 무선
무선을 위한 WPA2 표준은 IEEE 802.11i-2004에 정의된 4방향 핸드셰이크를 사용한다.